# جيمس ك. هانسون
جيمس ك. هانسون (بالإنجليزية: James C. Hanson)‏ هو سياسي أمريكي، ولد في 11 يوليو 1862، وتوفي في 1 فبراير 1946. حزبياً، نشط في الحزب الجمهوري. وقد انتخب عضو جمعية ولاية ويسكونسن.